# بقلاوة جزائرية

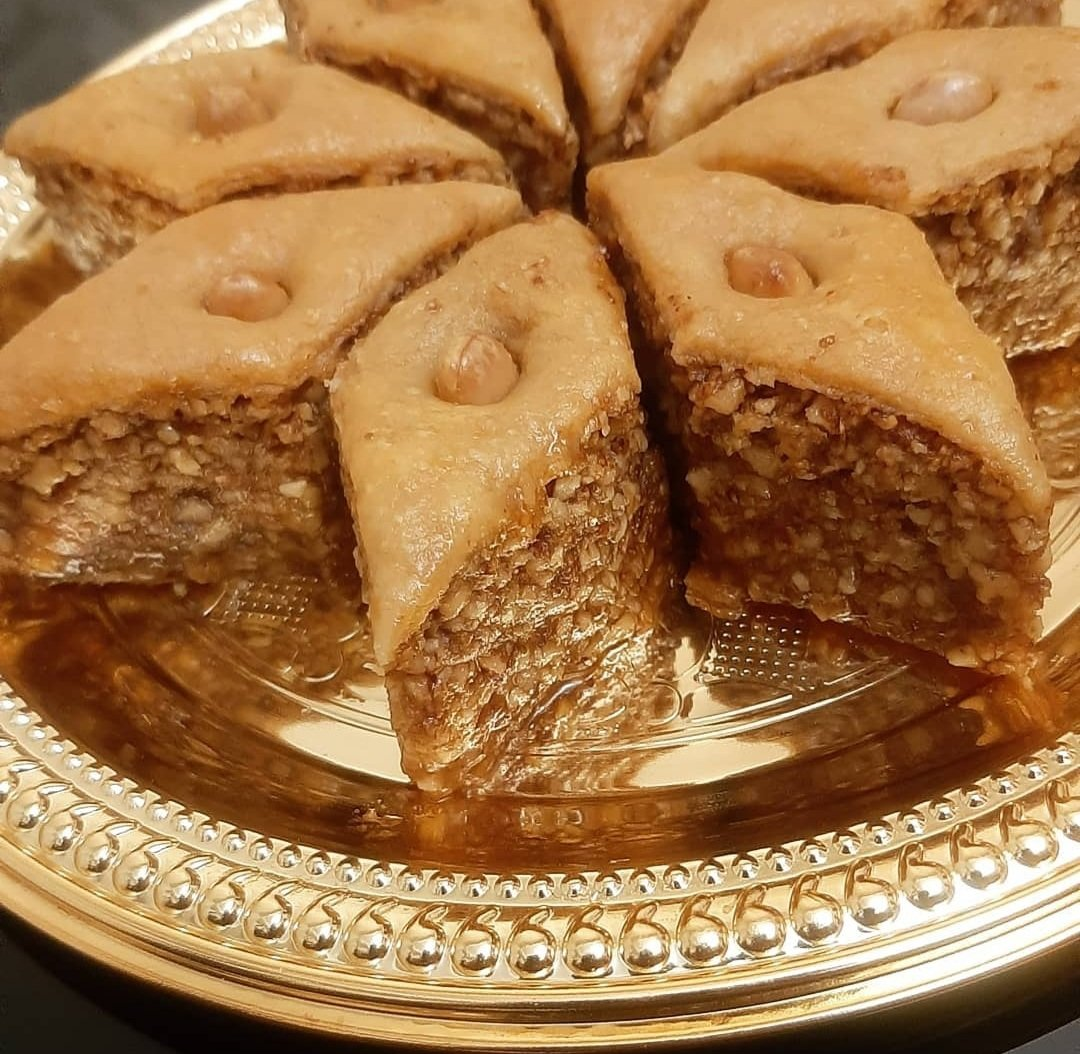
بقلاوة جزائرية

البقلاوة الجزائرية، التي تُعرف أيضًا باسم "البحلاوة" في الغرب الجزائري، هي نوع مميز من الحلويات التي تشتهر بها الجزائر. وتعتبر هذه الحلوى نسخة محلية من البقلاوة التقليدية، حيث يتم تحضيرها باستخدام طبقات رقيقة من العجين المحشوّة باللوز أو الفول السوداني والمشبعّة بالشراب السكري أو العسل. تمتاز البقلاوة الجزائرية بمذاقها الغني والمميز، وتعدّ من أشهر الحلويات التي تُقدّم في المناسبات الاحتفالية كالأعياد الدينية والأعراس والمهرجانات، مما يجعلها جزءاً لا يتجزأ من التراث الطهي في الجزائر. 

## تاريخ
تعود جذور البقلاوة في الجزائر إلى العهد العثماني، الذي بدأ في القرن السادس عشر، عندما دخلت إلى شمال أفريقيا نتيجة للنفوذ العثماني الواسع في المنطقة. وفي هذه الفترة، كانت الخلافة العثمانية قد نشرت العديد من العادات الثقافية والمأكولات في المناطق التي خضعت لحكمها، ومن بينها حلوى البقلاوة.
وفي الجزائر، التي كانت تحت سيطرة العثمانيين منذ عام 1518 حتى 1830، تأثرت تقاليد الطهو المحلية بهذه الحلوى، لكن الجزائريين قاموا بتكييفها لتناسب ذائقتهم الخاصة. وبحلول القرن التاسع عشر، بدأت البقلاوة الجزائرية تتخذ شكلاً مميزًا حيث أضاف الجزائريون مكونات محلية مثل اللوز والفستق والتمر إلى الحشو، مع إعطاء طابع خاص للشراب السكري الذي يضاف في النهاية، مما أعطاها نكهة فريدة تختلف عن نظيراتها في مناطق أخرى.
بعد استقلال الجزائر في عام 1962، أصبحت البقلاوة الجزائرية جزءًا من التراث الثقافي الوطني، واحتفظت بشعبية كبيرة كحلوى تقليدية تُقدّم في المناسبات الاجتماعية والاحتفالات. اليوم، تعد البقلاوة الجزائرية رمزًا للطهي الجزائري الأصيل، ولا تزال تُحضّر بنفس الأساليب التقليدية في العديد من المنازل والمخابز. 

## طريقة عمل البقلاوة
على وجه الخصوص يتم حشو البقلاوة التقليدية باللوز المطحون الناعم أو الفستق أو الجوز والفواكه المجففة ويضاف إليها ماء زهر البرتقال.  عرفت البقلاوة تغيرات كثيرة منها الاكتفاء باستعمال الفول السوداني في الحشو وكذالك استخدام النشأ لفرد العجين.
تفرد العجينة الى طبقات رقيقة (وتسمى أيضا "ورقة") وهي لا تشبه عجينة فيلو . 
المكونات
للعجين
- 500 غرام من الدقيق
- 2 ملعقة كبيرة من الزيت النباتي
- 1 ملعقة صغيرة من الخل الأبيض
- 1/2 كوب من الماء (حسب الحاجة)
- رشة من الملح

للحشوة
- 300 غرام من اللوز المجروش (محمص أو غير محمص حسب الرغبة)
- 100 غرام من السكر الناعم
- 1/2 ملعقة صغيرة من القرفة (اختياري)

للشربات (القطر)
- 500 مل من الماء
- 400 غرام من السكر
- 1 ملعقة صغيرة من عصير الليمون
- 1 ملعقة صغيرة من ماء الزهر (اختياري)

للدهان 200 غرام من الزبدة المذابة

### طريقة التحضير
1. تحضير العجين: في وعاء عميق، يتم خلط الدقيق مع الملح والزيت والخل. يضاف الماء تدريجيًا ويعجن الخليط حتى يصبح العجين متماسكًا ومرنًا. بعد العجن، يغطى العجين ويترك لمدة 30 دقيقة ليرتاح.
2. تحضير الحشوة: يتم خلط اللوز المجروش مع السكر والقرفة (إذا كانت مستخدمة) في وعاء حتى تمتزج المكونات جيدًا.
3. تحضير الشربات: يوضع الماء والسكر في قدر على نار متوسطة حتى يغلي، ثم يُضاف عصير الليمون ويترك المزيج يغلي لمدة 10 دقائق حتى يتكاثف. بعد أن ينضج الشربات، يُضاف ماء الزهر (اختياري) ويترك ليبرد.
4. فرد العجين: يتم تقسيم العجينة إلى كرات صغيرة، ثم تُفرد كل كرة على سطح مرشوش بالدقيق باستخدام الشوبك حتى تصبح رقيقة للغاية. يجب أن تكون العجينة شفافة قدر الإمكان.
5. ترتيب طبقات العجين: تُدهن صينية بالزبدة المذابة، ثم توضع أول طبقة من العجين وتُفرد بشكل جيد. تُدهن الطبقة بالزبدة، ثم توضع طبقة ثانية من العجين، وتُكرر العملية حتى يتم استخدام نصف كمية العجين.
6. وضع الحشوة: توضع الحشوة بالتساوي فوق آخر طبقة من العجين.
7. إضافة باقي طبقات العجين: يتم تغطية الحشوة ببقية العجين بنفس الطريقة، مع دهن كل طبقة بالزبدة. يتم تقطيع البقلاوة إلى مربعات أو ماسات باستخدام سكين حاد قبل وضعها في الفرن.
8. الخبز: يتم تسخين الفرن إلى 180 درجة مئوية، ثم توضع الصينية في الفرن لمدة 30 إلى 40 دقيقة أو حتى يصبح سطح البقلاوة ذهبيًا ومقرمشًا.
9. إضافة الشربات: بعد إخراج البقلاوة من الفرن، يُسكب الشربات البارد فوقها، يترك الخليط ليبرد تمامًا قبل تقديم البقلاوة.

من الأفضل أن يكون الشربات باردًا عند سكبه فوق البقلاوة الساخنة لكي تحافظ الطبقات على هشاشتها وتجنب ذوبانها. يمكن تعديل الحشوة بإضافة مكونات إضافية مثل القرفة أو المكسرات الأخرى حسب الذوق الشخصي. كما هو الحال مع أشكال البقلاوة الأخرى، يتم تقطيع المعجنات الطبقية إلى قطع على شكل ماسي قبل خبزها.  ثم يتم نقعها في شراب العسل والسكر وأحيانا عصير الليمون. يتم تقديم البقلاوة الجزائرية عادة في المناسبات والاحتفالات الخاصة مثل الأعراس والأعياد. 